# Heterocloeon amplum
Heterocloeon amplum is een haft uit de familie van de Baetidae. De wetenschappelijke naam van de soort is voor het eerst geldig gepubliceerd in 1932 door Jay Traver.
De soort komt voor in het Nearctisch gebied.